# Franz Wenzl (Bankmanager)
Franz Wenzl (* 1925) ist ein österreichischer Landwirt, Politiker und Bankmanager.
Er war von 1984 bis 1992 Präsident des Aufsichtsrats der Österreichischen Volksbanken-Aktiengesellschaft (ÖVAG).

## Berufliches Wirken
Wenzl war Landwirt und baute nach dem Krieg die familieneigene Landwirtschaft im Marchfeld wieder auf.
Er wurde 1949 in den Aufsichtsrat der Marchfelder Volksbank gewählt, wechselte 1955 in deren Vorstand und war ab 1964 Obmann dieser Genossenschaft. 1970 wurde er hauptberuflicher Geschäftsführer und von 1981 bis 1990 war er Geschäftsleiter gemäß Kreditwesengesetz.

## Funktionen im Volksbankensektor
Wenzl war von 1974 bis 1976 Vorsitzender des Beirates und wurde 1976 Vorsitzender-Stellvertreter des Aufsichtsrates der Österreichischen Volksbanken-Aktiengesellschaft. 1984 übernahm er als Präsident den Vorsitz des Aufsichtsrates und hatte diese Funktion bis 1992 inne.

## Auszeichnungen
- Schulze-Delitzsch-Medaille in Gold am Bande (2000)
- Ehrenzeichen in Gold des Österreichischen Genossenschaftsverbandes (1989)
- Berufstitel Ökonomierat